# Laura Garcia Broto
Pour les articles homonymes, voir García et Broto (homonymie).
 (décembre 2021).
La mise en forme du texte ne suit pas les recommandations de Wikipédia : il faut le « wikifier ».
Les points d'amélioration suivants sont les cas les plus fréquents :
- Les titres sont pré-formatés par le logiciel. Ils ne sont ni en capitales, ni en gras.
- Le texte ne doit pas être écrit en capitales (les noms de famille non plus), ni en gras, ni en italique, ni en « petit »…
- Le gras n'est utilisé que pour surligner le titre de l'article dans l'introduction, une seule fois.
- L'italique est rarement utilisé : mots en langue étrangère, titres d'œuvres, noms de bateaux, etc.
- Les citations ne sont pas en italique mais en corps de texte normal. Elles sont entourées par des guillemets français : « et ».
- Les listes à puces sont à éviter, des paragraphes rédigés étant largement préférés. Les tableaux sont à réserver à la présentation de données structurées (résultats, etc.).
- Les appels de note de bas de page (petits chiffres en exposant, introduits par l'outil «  Source ») sont à placer entre la fin de phrase et le point final[comme ça].
- Les liens internes (vers d'autres articles de Wikipédia) sont à choisir avec parcimonie. Créez des liens vers des articles approfondissant le sujet. Les termes génériques sans rapport avec le sujet sont à éviter, ainsi que les répétitions de liens vers un même terme.
- Les liens externes sont à placer uniquement dans une section « Liens externes », à la fin de l'article. Ces liens sont à choisir avec parcimonie suivant les règles définies. Si un lien sert de source à l'article, son insertion dans le texte est à faire par les notes de bas de page.
- La présentation des références doit suivre les conventions bibliographiques. Il est recommandé d'utiliser les modèles {{Ouvrage}}, {{Chapitre}}, {{Article}}, {{Lien web}} et/ou {{Bibliographie}}. Le mode d'édition visuel peut mettre en forme automatiquement les références.
- Insérer une infobox (cadre d'informations à droite) n'est pas obligatoire pour parachever la mise en page.

Pour une aide détaillée, merci de consulter Aide:Wikification.
Si vous pensez que ces points ont été résolus, vous pouvez retirer ce bandeau et améliorer la mise en forme d'un autre article.
 (décembre 2021).
Laura García Broto est une cinéaste et auteure née le 14 novembre 1979 à Barcelone. Elle a été formée à l'École supérieure de cinéma et d'audiovisuel de Catalogne. Elle est cofondatrice de la société de production Epyc Films, où elle se consacre à l’écriture de scénario, à la réalisation et la production cinématographique. Elle habite en Suisse.
Son premier documentaire, Justo,  a été sélectionné au Festival Prix Farel. Comme auteure, elle a publié trois romans sous le nom de Laura G. Broto : Con Tren al Fondo (2012), Cabeza de Mujer (2015) et Amigos Invisibles (2016).

## Filmographie

### Réalisatrice
- Justo (court métrage documentaire), 2018[6],[4]
- Écorchées FIV (moyen métrage documentaire)

### Scénariste
- Black Turban (long métrage fiction)
- Sion (long métrage fiction)
- Ne dis pas (long métrage fiction)
- Roger Rey (long métrage documentaire)
- Gilbert et Max (long métrage documentaire)
- Noces maliennes (moyen métrage documentaire)
- Justo (court métrage documentaire)

### Prix et bourses de scénario
- 2020 Bourse de recherche du Canton du Valais
- 2019 Bourse SSA pour l’Écriture
- 2019 Bourse audio-visuelle de l’État du Valais
- 2017 Sélection MEET YOUR MATCH (Los Angeles)
- 2021 Sélection PLUME & PELLICULE[7]
- 2017 Sélection PLUME & PELLICULE[8]
- 2016 Sélection PLUME & PELLICULE
- 2015 Prix SSA – SUISSIMAGE